# Slovénie au Concours Eurovision de la chanson 2023
La Slovénie est l'un des trente-sept pays participants du Concours Eurovision de la chanson 2023, qui se déroule à Liverpool au Royaume-Uni. Le pays est représenté par le groupe Joker Out et sa chanson Carpe Diem, sélectionnés en interne par le diffuseur RTVSLO. Le pays se classe 21e avec 78 points lors de la finale.

## Sélection

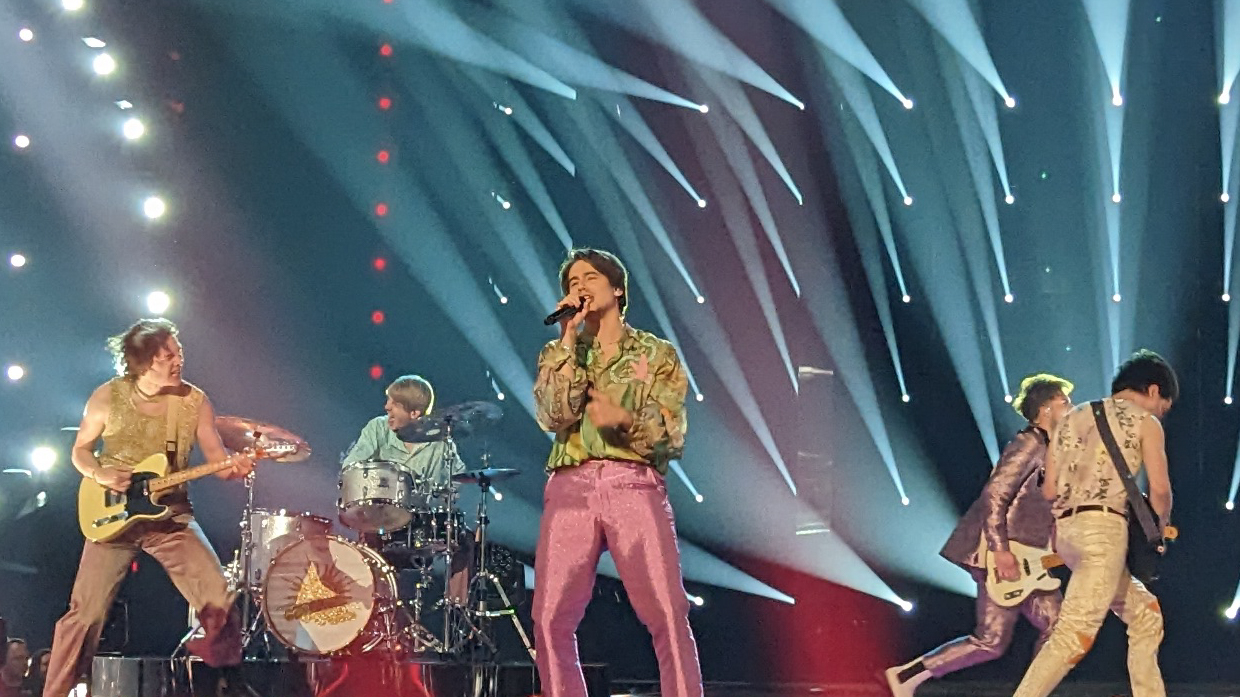
Eurovision 2023, finale, Slovénie, "Joker Out".

Le diffuseur slovène RTVSLO confirme sa participation à l'Eurovision 2023 le 15 septembre 2022. Le 8 décembre 2022, le diffuseur annonce que le pays sera représenté par Joker Out. C'est seulement la troisième fois que le pays sélectionne l'artiste qui le représente en interne. La chanson que le groupe interprétera au concours, Carpe Diem, est publiée le 4 février 2023.

## À l'Eurovision
À l'Eurovision, la Slovénie participe à la seconde demi-finale le 11 mai 2023. Elle s'y classe 5e avec 107 points, se qualifiant donc pour la finale. Lors de celle-ci, elle termine à la 21e place avec 78 points.